# Salernes
Salernes é uma comuna francesa na região administrativa da Provença-Alpes-Costa Azul, no departamento de Var. Estende-se por uma área de 39.3 km². Em 2010 a comuna tinha 3 878 habitantes (densidade: 98,7 hab./km²).